# Il racconto della seconda monaca
Il racconto della seconda monaca (The Second Nun's Tale) è la ventunesima novella scritta da Geoffrey Chaucer all'interno dei I racconti di Canterbury di Geoffrey Chaucer.
Non è possibile definire la collocazione esatta della novella, dato il manoscritto originale frammentato, ma è sicuro che fosse collocata prima de Il racconto del famiglio del canonico, come testimoniano tutti i manoscritti esistenti. La novella, di carattere agiografico, racconta la vita e il martirio di Santa Cecilia.
Secondo diversi studiosi, il racconto è stato probabilmente scritto per un'altra occasione ed inserito nella raccolta soltanto in un secondo momento. Al verso 62, infatti, il narratore definisce sé stesso "indegno figlio di Eva" ("unworthy sone of Eve"), il che che parrebbe suggerire che il racconto avesse originariamente un narratore di sesso maschile.

## Trama

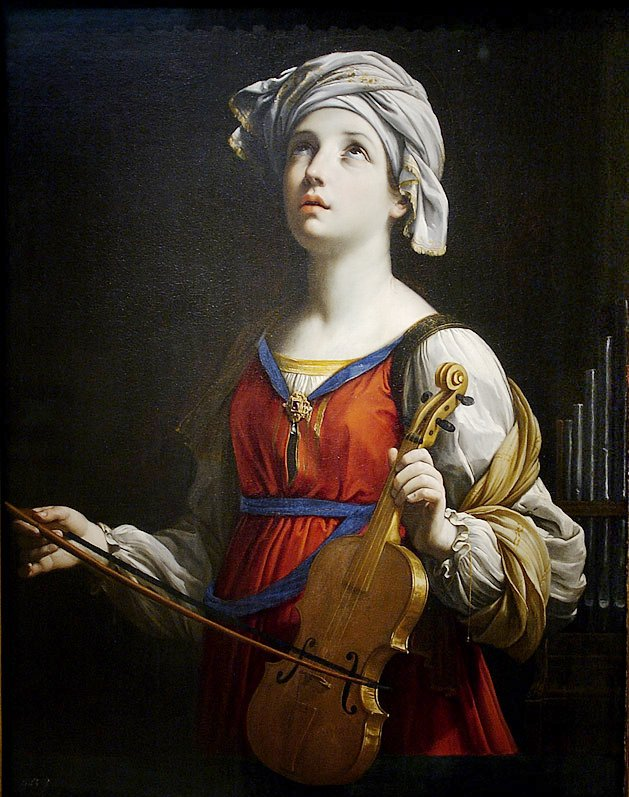
Santa Cecilia, protagonista del racconto della seconda monaca, in un dipinto di Guido Reni.

Una fanciulla di nome Cecilia, molto devota alla Vergine Maria, prega Dio di conservare la sua verginità anche una volta giunto il giorno delle sue nozze con il fidanzato Valeriano. Durante la loro prima notte di nozze, Cecilia convince il neo-sposo a rinunciare a consumare il matrimonio, anche perché la sua verginità è protetta da un angelo del Signore che lo ucciderebbe all'istante qualora lui provasse a toccarla. Valeriano è scettico e vuole vedere l'angelo, così la moglie gli risponde che per farlo deve incamminarsi lungo la via Appia per essere battezzato da Sant'Urbano. Dopo il battesimo, Valeriano torna a casa e vede l'angelo, che dona a lui e a Cecilia due corone di rose e gigli provenienti direttamente dal paradiso, con l'ordine di custodirle mantenendo puro il corpo e la mente. Valeriano esorta il fratello Tiburizo a convertirsi al cristianesimo, così che anche lui possa godere della protezione dell'angelo. Anche Tiburzio si fa quindi battezzare da papa Urbano e riceve la visita dell'angelo.
Quando la notizia giunge al prefetto Almachio, l'ufficiale dà ordine di condurre i tre cristiani davanti all'altare di Giove e di decapitarli sul posto qualora rifiutassero di fare i sacrifici alla divinità pagana. Il centurione Massimo è commosso fino alla lacrime dal destino che attende i tre cristiani e Cecilia lo convince a portarli a casa sua, dove la giovane battezza i tre uomini. Cecilia dice inoltre al marito e al cognato che hanno servito bene il loro scopo e che quindi possono anche fare i sacrifici a Giove se lo desiderano. I due rifiutano e subiscono il martirio insieme a Massimo. Dopo aver sepolto i tre uomini, Cecilia viene arrestata da altri soldati mandati da Almachio, ma la vergine converte anche loro. Furioso, il prefetto invia un terzo ordine di cattura e Cecilia viene condotta davanti a lui per essere interrogata. La giovane afferma di non temere il suo potere e annuncia che non farà sacrifici a Giove, né rinuncerà alla sua fede in Cristo. La cocciutaggine della giovane fa infuriare il prefetto, che dà l'ordine di condurre Cecilia alle terme e di bruciarla in una vasca fiammeggiante.
Cecilia viene gettata nel fuoco che, pur ardendo per un giorno e una notte, non consuma il suo corpo, protetto dalla forza della sua fede. Almachio allora ordine a un soldato di finirla con la spada e il centurione la colpisce tre volte al collo con il suo gladio: neanche la lama però uccide la vergine e la legge proibisce al militare di sferrare un quarto colpo. Cecilia resta dunque in vita  solo parzialmente decapitata per altri tre giorni, durante i quali predica e converte altri pagani. Il quarto giorno, la fanciulla spira e papa Urbano la fa seppellire con gli altri martiri e la proclama santa.